# Live at the Royal Albert Hall (album degli Arctic Monkeys)
Live at the Royal Albert Hall è un album dal vivo del gruppo indie rock inglese Arctic Monkeys, composto dalla registrazione della loro esibizione del 7 giugno 2018 alla Royal Albert Hall di Londra . È stato pubblicato il 4 dicembre 2020 tramite l'etichetta musicale Domino Recording Company e, in seguito, tutti i proventi sono stati devoluti all'ente di beneficenza War Child .

## Critica
NME ha dato al questo album una recensione di 5 stelle, commentando "è il suono di una band che si diverte a sfidare le aspettative".
Pitchfork, invece ha dato all'album 7,3 su 10 e ha affermato che "la scaletta è principalmente composta da canzoni provenienti dagli ultimi due album della band, ma suona ancora come un grande successo".

## Tracce
1. Four out of five – 5:32
2. Brianstorm – 3:29
3. Crying Lightning – 4:00
4. Do I wanna know? – 4:41
5. Why'd You Only Call Me When You're High – 3:03
6. 505 – 4:35
7. One Point Perspective – 3:22
8. Do Me a Favour – 3:59
9. Cornerstone – 3:41
10. Knee Socks – 5:50
11. Arabella – 4:06
12. Tranquility Base Hotel & Casino – 4:03
13. She Looks Like Fun – 3:21
14. From the Ritz to the Rubble – 3:41
15. Pretty Visitors – 4:01
16. Don't Sit Down 'Cause I've Moved Your Chair – 3:41
17. I Bet You Look Good on the Dancefloor – 3:42
18. Star Treatment – 5:35
19. The View from the Afternoon – 4:24
20. R U Mine? – 6:11

## Formazione
Interpreti
- Alex Turner – voce principale; chitarra (2–4, 7–8, 10–11, 13–14, 16–17, 19–20), tastiere (1, 6, 12, 15, 18)
- Jamie Cook – chitarra (1–17, 19–20), tastiere (1, 18), lap steel (18)
- Nick O'Malley – basso; cori (1–5, 10–11, 13, 15–16, 18–20)
- Matt Helders – batteria; cori (1–2, 4–5, 10–11, 14, 16–20)
- Tom Rowley – chitarra (1, 3, 5–6, 11–12, 18), tastiere (2, 4, 7, 9–10, 13, 15–16, 20), lap steel (8, 15), cori (1, 3–5, 10–11, 13, 16, 20)
- Tyler Parkford – tastiere (1–13, 15–18, 20), cori (1, 3–5, 10–11, 13, 16–18, 20)
- Scott Gillies – 12- chitarra acustica (1)
- Cameron Avery – chitarra acustica (1), tastiere (1, 12–13), cori (1, 13)
- Davey Latter – percussioni (1–2, 4–5, 8, 10–12, 16, 18)

Personale tecnico
- James Ford – ingegneria, mixaggio
- Matt Colton – ingegneria, mastering
- Red TX Audio – registrazione audio

Crew
- Steven G Chapman – gestione tour
- Ian Calder – gestione produzione
- Greta Cantos – coordinazione produzione
- Toby Plant – gestione palco
- Matthew Kettle – ingegneria audio FOH
- William Doyle – ingegneria schermo
- Graham Feast – operazione luci
- Scott Gillies – retrovie palco
- David Latter – retrovie palco
- Andrew Dimmack – retrovie palco
- Steven Body – retrovie palco

Grafica
- Zackery Michael – fotografia
- Matthew Cooper – design